# عبد الوهاب بن أحمد عبد الواسع
الشيخ عبد الوهاب بن أحمد بن عبد الواسع وزير الحج السعودي السابق، وهو من كبار رجالات الدولة سابقا حاصل على شهادة بكالوريوس من كلية التجارة بجامعة القاهرة.

## مناصبه الحكومية
عام 1373 بدأ مسيرة العمل في الدولة مديراً مساعداً للميزانية بوزارة المالية، ثم انتقل إلى وزارة المعارف وتدرج في هيكلها التنظيمي من مدير عام الشؤون المالية في عام 1374هـ إلى مدير عام التعليم في عام 1378 إلى وكيل وزارة مساعد في 1383هـ، ثم وكيل وزارة بعد ذلك بعام واحد.
وكانت لنجاحاته المتواصلة وإخلاصه في العطاء في الأعمال التي تولاها أن منح الثقة الملكية بتعيينه وزيرا للدولة ورئيسا لهيئة الرقابة والتحقيق في عام 1391هـ.
وفي عام 1395هـ صدر الامر الملكي الكريم بتعيينه وزيرا للحج والأوقاف، وهو المنصب الذي ظل يشغله حتى صدر الأمر الملكي في العشرين من شهر محرم 1414هـ بتعيينه مستشارا بالديوان الملكي بمرتبة.
ترأس مجلس إدارة مؤسسة عكاظ للصحافة والنشر من عام 1411هـ إلى عام 1422هـ.

## وفاته
توفي في السابع عشر من ذو القعدة عام 1427هـ / 8 ديسمبر 2006م في جنيف بسويسرا.